# Soye-en-Septaine
Soye-en-Septaine é uma comuna francesa na região administrativa do Centro, no departamento Cher. Estende-se por uma área de 18,27 km². Em 2010 a comuna tinha 611 habitantes (densidade: 33,4 hab./km²).